# Jean-Baptiste Pierre Menne
 (janvier 2019).
Si vous disposez d'ouvrages ou d'articles de référence ou si vous connaissez des sites web de qualité traitant du thème abordé ici, merci de compléter l'article en donnant les références utiles à sa vérifiabilité et en les liant à la section « Notes et références ».
Jean-Baptiste Pierre Menne, né le 17 septembre 1774 à Agen en Lot-et-Garonne et mort le 14 septembre 1839 dans cette même ville, est un général français de la Révolution et de l’Empire.

## Biographie

### Du volontaire au major
Le 17 juin 1792 il s'engage comme volontaire au 1er bataillon de volontaires de Lot-et-Garonne, composante de l'armée des Pyrénées puis de l'armée des Pyrénées orientales. Le 9 février 1793 il est promu lieutenant puis capitaine le 28 juillet 1793 et participe activement à la guerre du Roussillon. De 1796 à 1799 il participe, dans le 27e demi-brigade d’infanterie légère, aux première et seconde campagnes d'Italie avant d'être mis en non activité le 23 septembre 1800. Le 11 janvier 1801 il reprend du service en tant qu'aide de camp du général Lacuée, puis il est nommé le 23 juillet 1801 chef de bataillon au 63e régiment d'infanterie de ligne, avec lequel il part au Portugal jusqu'en janvier 1802. Le 3 novembre 1803 il est promu major au 59e régiment d'infanterie de ligne, et il est fait chevalier de la Légion d'honneur le 25 mars 1804.

### Sous le Premier Empire
De 1805 à 1807 il est employé à la Grande Armée. Le 12 mars 1807, promu colonel, il prend le commandement du 27e régiment d’infanterie de ligne, participe le 14 juin 1807 à la bataille de Friedland où il est blessé. Le 12 février 1808 il est élevé au grade d'officier de la Légion d'honneur, et il est créé baron d'Empire le 21 septembre 1808. Il est envoyé en Espagne le 7 septembre 1808 et est affecté à la brigade Bardet de la division Lagrange où il se distingue lors de la bataille de Bubierca le 29 novembre 1808. Le 6 août 1810 il est nommé commandeur de la Légion d'honneur et est promu général de brigade le 22 juin 1811, brigade qui se compose des 118e et 120e de ligne.
Le 22 juillet 1812 à la bataille des Arapiles il est de nouveau blessé. Le 21 juin 1813 à la tête de sa brigade composée des 4e régiment d'infanterie légère et 65e régiment d'infanterie de ligne il participe à la bataille de Vitoria puisle 31 août à la Bataille de San Marcial, à la tête des 2e régiment d'infanterie légère, 118e et 119e de ligne où il est blessé. Remis de ses blessures il combat sur la Nive le 10 décembre 1813. En 1814, à la tête de sa brigade, il participe le 27 février aux batailles d'Orthez et de Toulouse le 10 avril 1814. 

### Au service du roi
Mis en non activité le 1er septembre, après le Traité de Fontainebleau, il est fait chevalier de l'ordre de Saint-Louis  par Louis XVIII le 17 septembre 1814. Lors des Cent-Jours le 15 avril 1815, il est nommé commandant militaire du département de la Manche par Napoléon Ier puis est remis en non-activité le 1er octobre à la Seconde Restauration. Nommé adjoint à l'inspection générale de l'infanterie le 18 août 1816, il est de nouveau mis en disponibilité le 30 décembre 1818, avant d'être nommé inspecteur d'infanterie dans la 19e division militaire le 4 juillet 1821. En 1823 il est membre de la commission de défense du royaume et prend sa retraite le 30 août 1826. Nommé lieutenant-général honoraire le 1er novembre 1826, il est remis en activité comme maréchal de camp le 22 mars 1831. Le 26 avril 1831, il est maintenu en retraite sur sa demande. Il meurt le 14 septembre 1839 à Agen.